# Lögnen på femte våningen
Lögnen på femte våningen publicerades i Belgien år 2008. 2013 ges den ut på svenska av Turbine förlag.
Lögnen på femte våningen handlar om Jeff som bor i ett höghus i förorten tillsammans med sin mamma, hennes pojkvän och sin utvecklingsstörda storasyster Iene. I samma hus bor Jeffs vän Süleyman som Jeff kan prata om allt med men konflikterna står tätt både inom familjen och med vännen.
Sin pappa har han aldrig träffat och hemma är det strängt förbjudet att prata om honom. Men Jeff har själv listat ut att pappan måste ha blivit knivskuren till döds. Varför skulle det annars finnas en ingrodd fläck på vardagsrumsmattan som ser ut som blod? Och det är naturligtvis mamman själv som är mördaren, det är Jeff övertygad om.